# جيف باركر (لاعب كرة قدم)
جيف باركر (بالإنجليزية: Geoff Barker)‏ (7 فبراير 1949 في المملكة المتحدة - 14 فبراير 2022) هو لاعب كرة قدم بريطاني في مركز الدفاع. لعب مع غريمسبي تاون ونادي ريدنغ ونادي ساوثيند يونايتد وهال سيتي ودارلينجتون إف سى.

## وصلات خارجية
- جيف باركر على موقع قاعدة بيانات كرة القدم.إي يو (الإنجليزية)